# Ammothea bigibbosa
Ammothea bigibbosa är en havsspindelart som beskrevs av Munilla och Ramos 2005. Ammothea bigibbosa ingår i släktet Ammothea och familjen Ammotheidae. Inga underarter finns listade i Catalogue of Life.